# Morski pajki
Morski pajki (znanstveno ime Majidae) so družina rakovic, v katero spada okoli 700 vrst. Skupina je dobila takšno ime zato, ker imajo nekateri predstavniki zelo dolge noge in spominjajo na pajke.

## Rodovi
| - Acanthonyx - Achaeus - Aepinus - Anasimus - Anomalothir - Arachnopsis - Batrachonotus - Camposcia - Chionoecetes - Chlorilia - Chorilia - Chorinus - Coelocerus - Collodes - Cyclax - Cyclocoeloma - Cyrtomaia - Dorhynchus - Epialtoides - Epialtus - Erileptus - Euprognatha - Eurynome - Hemus - Herbstia - Hyas - Inachoides - Inachus - Kasagia - Leptopisa - Libinia - Lissa - Loxorhynchus - Macrocheira - Macrocoeloma | - Macropodia - Maja - Metoporhaphis - Microphrys - Mimulus - Mithraculus - Mithrax - Mocosoa - Naxia - Nibilia - Notomithrax - Oplopisa - Oregonia - Pelia - Picroceroides - Pisa - Pitho - Pleistacantha - Podochela - Pugettia - Pyromaia - Rochinia - Schizophroida - Schizophrys - Scyra - Sphenocarcinus - Stenocionops - Stenorhynchus - Stilbognathus - Stilbomastax - Taliepus - Thacanophyrys - Thoe - Tyche - Xanthidae - Xenocarcinus |